# Amytis à gorge blanche
Pour les articles homonymes, voir Amytis.
Amytornis woodwardi
Espèce
Statut de conservation UICN

 EN B1ab(ii,iii,iv,v) : En danger
L’Amytis à gorge blanche (Amytornis woodwardi) est une espèce de passereaux de la famille des Maluridae.

## Répartition

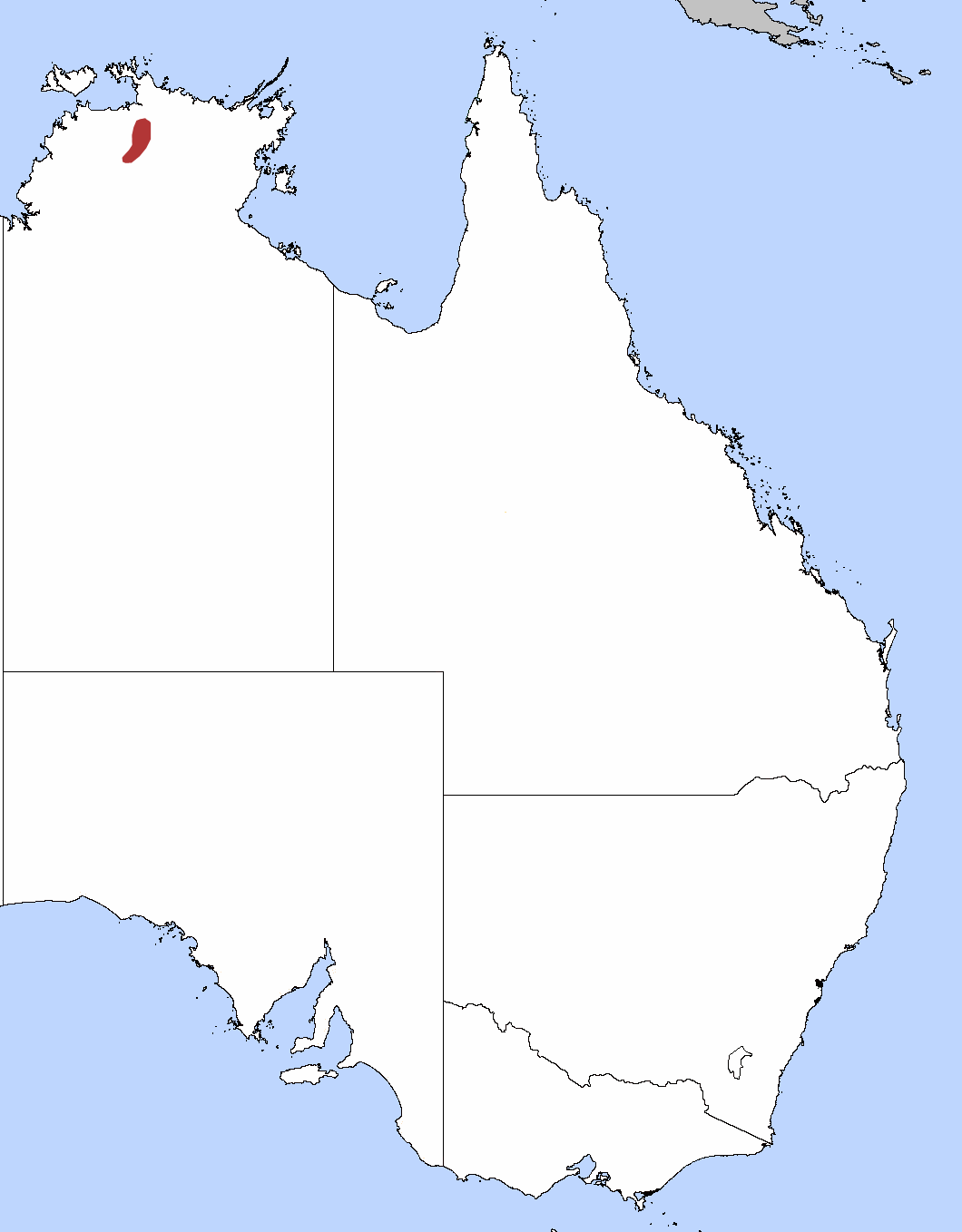
Carte de répartition de l'espèce.

L'espèce est endémique d'Australie.

## Habitat
L'Amytis à gorge blanche habite les prairies et les zones rocheuses tropicales et subtropicales de basse altitude.
Il est menacé par la perte de son habitat.

## Sous-espèces
D'après la classification de référence (version 5.2, 2015) du Congrès ornithologique international, cette espèce est monotypique (non divisée en sous-espèces).